# Mombello Monferrato
Mombello Monferrato (piemontiul: Mombè) település Olaszországban, Piemont régióban, Alessandria megyében. Lakosainak száma 911 fő (2023. január 1.).